# Jim van der Panne
Pour les articles homonymes, voir Panne.
Jim van der Panne, né le 10 juin 1991 aux Pays-Bas,, est un acteur néerlandais.

## Filmographie

### Cinéma et téléfilms
- 2001 : De zone : Le garçon
- 2002 : Rita Koeling : Anton
- 2003 : Kees de jongen (nl) : L'enfant peste
- 2004 : Zondag : Tom
- 2005 : Nieuwe ouders : Jim
- 2005 : Gruesome School Trip : Gino
- 2006 : Complexx (nl) : Le jeune Xander
- 2007-2008 : De Daltons (nl) : Thomas
- 2008 : De co-assistent (nl) : Simon Aldring
- 2008 : Sinterklaasjournaal (nl) : Daan, le voisin
- 2009 : Flow (nl) : Marius
- 2010 : Shocking Blue : Chris
- 2010 : Docklands : Boris
- 2011 : Flikken Maastricht : Kees
- 2011 : De geheimen van Barslet (nl) : Tijmen Bouwman
- 2012 : SpangaS : Robbie
- 2013 : Volgens Robert (nl) : Le toxicomane